# 烏日林新醫院
林新醫療社團法人烏日林新醫院是一家位於臺灣臺中市烏日區的第一家私立綜合醫院，鄰近臺中市南屯區、南區、大肚區、龍井區、霧峰區及彰化東區，為附近民眾提供各項醫療保健服務。林新醫療社團法人於5樓設置產後護理之家；於12、13樓設置99床護理之家。烏日林新醫院與臺中榮民總醫院進行醫療建教合作。

## 歷史
- 2014年9月，烏日林新醫院動工[1]。
- 2017年1月15日，烏日林新醫院開幕[2]。
- 2017年4月，烏日林新醫院通過衛生局審查，指定為「急救責任醫院」。
- 2017年12月，烏日林新醫院獲醫院評鑑暨醫療品質策進會頒訂通過新制醫院評鑑[3]及教學醫院評鑑[4]。
- 2018年12月，林明輝醫師接任烏日林新醫院第二任院長。
- 2021年，通過「專科護理師訓練醫院」認證
- 2023年，通過「腎臟病健康促進機構」
- 2023年，通過「衛福部國署健康職場」認證
- 2025年1月，烏日林新醫院獲衛生福利部評鑑通過「醫院評鑑」及「教學醫院評鑑」
- 2025年1月，烏日林新醫院獲衛生福利部醫院緊急能力分級評定為「中度級急救責任醫院」

## 願景目標
- 宗旨：提供以病人為中心的團隊醫療照護及促進社區健康
- 願景：成為受人景仰的中、大型醫院楷模
- 目標：建構安全友善優質的醫療環境，建立具經營效益的管理模式

## 醫療科系[5]
| - 心臟血管內科 - 胸腔內科 - 胃腸肝膽科 - 神經內科 - 腎臟內科 - 新陳代謝科 - 血液科/腫瘤內科 - 一般內科/感染科 - 過敏免疫風濕科 | - 一般/乳房外科 - 胸腔外科 - 神經外科 - 整形外科 - 骨科 - 心胸血管外科 - 大腸直腸外科 - 泌尿科 - 外傷科 | - 婦產科 - 小兒科 | - 急診醫學科 - 重症醫學科 - 麻醉科 | - 家庭醫學科 - 復健科 - 身心科 - 影像醫學科 - 放射腫瘤科 - 牙科 - 眼科 - 耳鼻喉科 - 皮膚科 |

## 特色醫療中心[6]
| - 健康檢查中心 - 產後護理之家 - 血液透析中心 - 呼吸治療中心 - 復健中心 - 護理之家 |

## 相關體系
- 林新醫療社團法人林新醫院
- 林新醫療社團法人附設烏日林新護理之家
- 林新醫療社團法人附設林新護理之家
- 林新醫療社團法人附設林新居家護理所
- 林新醫療社團法人附設林新產後護理之家

## 鄰近設施
- 台中高鐵站
- 成功火車站
- 新烏日火車站
- 台中市立旭光國小
- 成功嶺
- 正和書院

## 外部連結
- 官方网站